# Кохем-Целль (район)
Кохем-Целль (нем. Cochem-Zell) — район в Германии. Центр района — город Кохем. Район входит в землю Рейнланд-Пфальц. Занимает площадь 719,42 км². Население — 65 720 чел. Плотность населения — 91 человек/км². Официальный код района — 07 1 35.
Район подразделяется на 92 общины.

## Города и общины
1. Кохем (5 162)

Управление Кохем-Ланд
1. Байльштайн (151)
2. Брем (871)
3. Бридерн (340)
4. Бруттиг-Фанкель (1 212)
5. Дор (678)
6. Эдигер-Эллер (1 085)
7. Элленц-Польтерсдорф (870)
8. Эрнст (613)
9. Файд (1 164)
10. Граймерсбург (719)
11. Клоттен (1 420)
12. Мезених (318)
13. Нерен (105)
14. Зенхайм (588)
15. Фальвиг (449)
16. Вирфус (202)

Управление Кайзерзеш
1. Брахтендорф (274)
2. Дюнгенхайм (1 309)
3. Эппенберг (251)
4. Ойльгем (219)
5. Гамлен (555)
6. Хамбух (683)
7. Хаурот (299)
8. Иллерих (724)
9. Кайфенхайм (837)
10. Кайзерзеш (2 915)
11. Каленборн (225)
12. Ландкерн (874)
13. Лаубах (705)
14. Лайенкауль (371)
15. Масбург (1 074)
16. Мюлленбах (709)
17. Урмерсбах (480)
18. Цеттинген (245)

Управление Трайс-Карден
1. Биннинген (706)
2. Бриден (131)
3. Броль (364)
4. Дюнфус (296)
5. Форст (377)
6. Кайль (304)
7. Лар (190)
8. Лиг (432)
9. Люц (375)
10. Мёнтених (150)
11. Мёрсдорф (719)
12. Мозелькерн (683)
13. Мюден (696)
14. Поммерн (499)
15. Рёс (550)
16. Трайс-Карден (2 350)
17. Цильсхаузен (340)

Управление Ульмен
1. Альфлен (859)
2. Аудерат (632)
3. Бад-Бертрих (967)
4. Бойрен (484)
5. Бюхель (1 156)
6. Фильц (86)
7. Гефених (665)
8. Гилленбойрен (246)
9. Клидинг (218)
10. Лутцерат (1 495)
11. Шмит (161)
12. Ульмен (3 232)
13. Уршмит (273)
14. Вагенхаузен (58)
15. Вайлер (323)
16. Волльмерат (223)

Управление Целль (Мозель)
1. Альф (936)
2. Альтлай (539)
3. Альтстриммиг (345)
4. Бланкенрат (1 774)
5. Бридель (1 063)
6. Буллай (1 515)
7. Форст (50)
8. Грендерих (430)
9. Хазерих (230)
10. Хесвайлер (158)
11. Лизених (321)
12. Миттельстриммиг (434)
13. Морицхайм (171)
14. Неф (513)
15. Панцвайлер (266)
16. Петерсвальд-Лёффельшайд (794)
17. Пюндерих (942)
18. Райденхаузен (194)
19. Санкт-Альдегунд (673)
20. Шаурен (421)
21. Зосберг (193)
22. Теллиг (315)
23. Вальхаузен (Рейнланд-Пфальц) (206)
24. Целль (4 425)